# خانه حیا نایب میرزا
خانه حیا نایب میرزا مربوط به دوره قاجار است و در شیراز، محله سنگ سیاه، کوچه شازده جمالی، پلاک ۳۰ واقع شده و این اثر در تاریخ ۸ مرداد ۱۳۸۱ با شمارهٔ ثبت ۶۰۵۲ به‌عنوان یکی از آثار ملی ایران به ثبت رسیده است.